# قائمة طرق الحج التاريخية
تُوضّح القائمة الآتية طرق ومحطات الحج التاريخية التي كان يستخدمها المعتمرون والحجاج سابقاً للوصول إلى مكة، غرب المملكة العربية السعودية.
| صورة | اسم الطريق              | نقطة الانطِلاق          | وصف | المحطات والمعالم المار بها                                  | أحداث | بدايته | نهايته |
| ---- | ----------------------- | ---------------------- | --- | ----------------------------------------------------------- | ----- | ------ | ------ |
|      | طريق الحج الشامي        | سوريا، دمشق            | تعتبر دمشق منطلق قافلة الحج؛ فهي عاصمة بلاد الشام؛ ففيها يجتمع الركب تحت إمرة الخليفة أو من ينوب عنه إمرة الحج، ويقول ابن خرداذبة في هذا الشأن:" يخرج الحاج من دمشق إلى منزل إلى ذات المنازل"، ويعتبر ابن خرداذبة أقدم جغرافي مسلم سجل منازل الطرق بشكل عام، وطريق الحج الشامي بشكل خاص وذلك من دمشق إلى مكة المكرمة، وقد جاء بعده اليعقوبي و الحربي و ابن رستة وقدامة بن جعفر الأدريسي، وأما بقية الجغرافيين لم يتتبعوا المنازل كلها على طول الطريق من دمشق إلى المدينة المنورة، ولكنهم فصلوا في منازل الحجاز وما بين المدينة ومكة، وكان الحجيج يختار إحدى ثلاثة طرق تقع إلى الشرق من وادي الأردن وأودية البحر الميت، وأستمر تغير الطرق واختلاف المنازل حتى القرن السادس عشر حيث توحدت الطرق حين بدأ العثمانيون في بناء القلاع على طول الطريق الشامي، وانشأوا المستودعات الحافظة للمياه الصالحة للشرب. |                                                             |       |        |        |
|      | طريق الحج العراقي       | العراق، الكوفة والبصرة | كان طريق الحج العراقي يستخدم من قِبل الحجاج القادمين من العراق وذلك عبر طريقين، أحدهما يبدأ من الكوفة والآخر من البصرة. كان طريق البصرة يجتاز القسم الشمالي الشرقي من شبه الجزيرة العربية عبر وادي الباطن وصحراء الدهناء والقصيم ليلتقي بعد ذلك مع طريق الكوفة مكة في ميقات ذات عرق. أما طريق الكوفة وهو ما أصطلح على تسميته بدرب زبيدة (المسمى باسم زوجة الخليفة العباسي هارون الرشيد) فيبلغ طوله حوالي 1400 كم، وهو يمر بمناطق مختلفة في طبيعتها متباينة في تضاريسها فتارة يكون مستوياً على أرض رملية أو طينية، وتارة آخرى يكون منحوتاً وسط الصخور في المناطق الجبلية، وفي بعض أجزائه يكون موسعاً وخالياً من العوائق الخطرة في المناطق الوعرة. وطبقاً لما ورد عن علماء الجغرافيا المسلمين الأوائل فإنه يوجد على طول الطريق من الكوفة إلى مكة المكرمة حوالي أربع وخمسين محطة رئيسية، كما توجد محطات أخرى صغيرة فيما بينها. وكانت كافة المحطات الكبيرة منها والصغيرة على حد سواء مزودة بمصادر المياه حيث أمنت بشبكة على درجة كبيرة من الإتقان تتكون من برك المياه، وتشمل الخزانات والأحواض والآبار على اختلاف أنواعها وكذلك القنوات والسدود. وقد كشفت الأبحاث الأثرية التي تمت على هذا الطريق عما يقرب من خمسين بركة للمياه وهو تقريباً نفس العدد الذي ذكره علماء الجغرافيا المسلمون الأوائل، وقد وجد ما يزيد على أربعين من هذه البرك في داخل أراضي المملكة العربية السعودية وحدها، منها المستديرة والمستطيلة وكذلك المربعة. | - المغيثة                                                   |       |        |        |
|      | طريق الحج العماني       | عُمان                   | لطريق الحج العماني مساران: فأحدهما يتجه من عمان إلى يبرين، ثم إلى البحرين، ومنها إلى اليمامة، ثم إلى ضرية. وتشير المصادر الجغرافية إلى أن ضريه كانت ملتقى حجاج البصرة والبحرين، حيث يفترقون بعدها إذا انصرفوا من الحج، فيتجه حجاج البصرة شمالاً وحجاج البحرين باتجاه اليمين، وكما كان بإمكان القوافل القادمة من عمان اجتياز منطقة الأحساء لتلتقي بطريق اليمامة مكة المكرمة. هناك طريق آخر لحجاج عمان يتجه إلى فرق، ثم عوكلان، ثم إلى ساحل هباه، وبعدها إلى شحر، ثم تتابع القوافل سيرها على أحد الطرق اليمنية الرئيسة المؤدية إلى مكة، حيث يمكنهم أن يسلكوا أحد الطريقين طريق الحج الساحلي الموازي للبحر الأحمر، الذي يمر بمخلاف عك والحردة ومخلاف حكم، وعثر ومرسى ضنكان، والسرين حتى الشعيبة، ثم جدة فمكة المكرمة. أو من خلال الطريق الداخلي من اليمن إلى مكة مرورًا بعدد من المنازل بعضها لازال معروفًا حتى اليوم مثل رنية وتربة. |                                                             |       |        |        |
|      | طريق الحج المصري        | مصر                    | أُستخدم هذا الطريق على مدار أزمنة مختلفة من قبل الحجاج المصريين، بالإضافة إلى من كان يقيم فيما يُعرف الآن بليبيا وتونس والمغرب العربي ومن بعض بلاد أفريقيا الأخرى، كما كان الدرب يُستخدم من قبل الحجاج القادمين من الأندلس. | - قلعة صدر - قلعة صلاح الدين بجزيرة فرعون - قلعة عقبة إيله. |       |        |        |
|      | طريق الحج اليمني        | اليمن                  | تبدأ الرحلة من صنعاء عاصمة اليمن إلى الرحابة ثم إلى ريدة، وبينهما بركتا ماء تسمى ذي قين ثم إلى أثافث، ثم خيوان ثم خاقق، وبينهما بركة الرادعين ثم صالعين ثم العرايق ثم الأعسية ثم عرعرة الغراب ثم الأعين ثم صعدة، وهي مدينة آهلة بالسكان، ومنها إلى سروم الإبل، ويمر الركب بحلاحل، وهو وادي ضيق ليصل إلى الجميلين، وهما جبلان عظيمان، ثم ترحل القافلة إلى الفرجة؛ فتصل إلى الثجة ثم إلى حلاحل إلى وادي طلحة الملك، ثم تمر القافلة بقبور الشهداء، ومنها إلى ذات عشى إلى كتنة ثم إلى يبنبم ثم إلى بنات حرب، ويمر الراكب بوادي بهرجاب الوادي العظيم الذي يلتقي بوادي بيشة، ثم ترحل القافلة إلى الجسداء ثم إلى الميثاء لتصل إلى بيشة، ومن بيشة إلى تبالة، ومنها إلى أجرب ثم إلى كرى وهي حرة بني سالم، ثم إلى ماء باح ثم الفريحا، ومن كرى إلى تربة على بعد خمسة وعشرين ميلاً، لتصل إلى أوقح، ثم تمر بالفتق، وهي بين الطائف ومكة المكرمة، ثم تواصل القافلة مسيرها إلى قرن التي تُعرف الآن بالسيل الكبير، ثم إلى آبار الحداء، ثم إلى الحبرى، ثم الصفاح، ثم الأنصاب، ثم تدخل القافلة إلى مكة المكرمة. |                                                             |       |        |        |
|      | طريق حج البحرين اليمامة | البحرين                | يعبر الأجزاء الوسطى من شبه الجزيرة العربية، مارًا بالعديد من بلدانها وأقاليمها، ويربط بين الحجاز والعراق مركز الخلافة العباسية آنذاك، وقد حظي حجاج هذا الطريق برعاية الدولة الإسلامية وخصوصًا في توفير الخدمات المهمة، وحماية الحجاج السائرين عليه من أي اعتداء يقع عليهم من قطاع الطرق. أشار الجغرافيون المسلمون الأوائل إلى التقاء طريق اليمامة مع طريق حج البصرة إذ لليمامة طريقان إلى مكة: طريق من القريتين، وطريق على مرات. وبعد التقاء طريق البحرين بطريق البصرة في ضرية، يمر الطريق عبر محطات جديلة، وفلجة، والدفينة، وقبا، ومران، ووجرة، وأوطاس، وذات عرق، والبستان، حتى يصل إلى مكة المكرمة. |                                                             |       |        |        |
|      | طريق سبع الملاف         | السعودية، الرياض       | طريق سبع الملاف هو طريقٌ صحراويٌ تاريخي، كان يَسلُكه الحجاجُ والمسافرون القادمون من منطقة نجد وشرق السعودية إلى الحجاز، يبدأ الطريق من منطقة الرياض، وينتهي بمنطقة مكة المكرمة، مارًا بالمغرزات، والجبيلة، والعيينة، والحيسية، والخمَر، والمفقاعية، والحيش، والمريبض، والميركة، والبليدة، والعويند، وعريض، والدبيجة، ومرات. وسبب تسمية الطريق سبع الملافّ لوجود سبعِ لفَّاتٍ فيه لذلك أطلق عليه أهل المنطقة ومرتادو الطريق هذا الاسم "ومصطلح لفات يقصد به منعطفات". أُنشئ طريق سبع الملاف التاريخي منذ ما يقارب المئة عام، ليكون طريقًا يسهل التنقل فيه للأهالي والمسافرين، بدلًا من طريق أبا القد الذي عُرف بصعوبة السير والتنقل فيه، ويعد طريق أبا القد البوابة الرئيسية المؤدية إلى الرياض من جهة الغرب، فكان لا بد من إنشاء طريق جديد بدلًا من طريق أبا القد القديم، ويسهل السير والتنقل فيه ويربط الرياض بالحجاز، لذلك أُنشئ طريق سبع الملاف ليكون معبرًا ميسرًا للأهالي والمسافرين، وكان ذلك في عهد الملك عبدالعزيز آل سعود. |                                                             |       |        |        |
|      | طريق الحج البصري        | العراق                 | يبدأ الطريق من البصرة مرورًا بشمال شرق شبه الجزيرة العربية عبر وادي الباطن مخترقًا عدة مناطق صحراوية أصعبها صحراء الدهناء، ثم يمر بنجد التي تكثر فيها المياه العذبة والوديان الخصبة والعيون، وبعدها يسير الطريق محاذيًا لطريق الكوفة مكة ، حتى يلتقيان عند محطة أم خرمان أوطاس التي تقع على مسافة عشرة أميال من موقع ذات عرق. يلتقي طريق البصرة بالطريق الرئيسي الممتد من الكوفة عند منطقة معدن النقرة التي يتفرع منها طريق يتجه إلى المدينة المنورة. |                                                             |       |        |        |
|      | درب زبيدة               | العراق، الكوفة         | درب زبيدة، ينسب هذا الدرب إلى زبيدة بنت جعفر بن ابي جعفر المنصور، يبدأ من الكوفة حتى مكة المكرمة. يعد هذا الطريق من أهم طرق الحج والتجارة خلال العصر الإسلامي، وقد اشتهر باسم « درب زبيدة » نسبة إلى السيدة زبيدة زوج الخليفة هارون الرشيد، التي اسهمت في عمارته فكان أن خلد ذكرها على مر العصور. وقد استخدم هذا الطريق بعد فتح العراق وانتشار الإسلام في المشرق، وأصبح استخدامة منتظماً وميسوراً بدرجة كبيرة، إذ تحولت مراكز المياة وأماكن الرعي والتعدين الواقعة عليه إلى محطات رئيسية. وفي العصر العباسي، أصبح الطريق حلقة اتصال مهمة بين بغداد والحرمين الشريفين وبقية أنحاء الجزيرة العربية.وقد أهتم الخلفاء العباسيون بهذا الطريق وزودوه بالمنافع والمرافق المتعددة، كبناء احواض المياه وحفر الآبار وإنشاء البرك وإقامة المنارات وغير ذلك. كما عملوا على توسيع الطريق حتى يكون صالحاً للاستخدام من قبل الحجاج والمسافرين ودوابهم |                                                             |       |        |        |

## محطات ومعالم طرق الحج

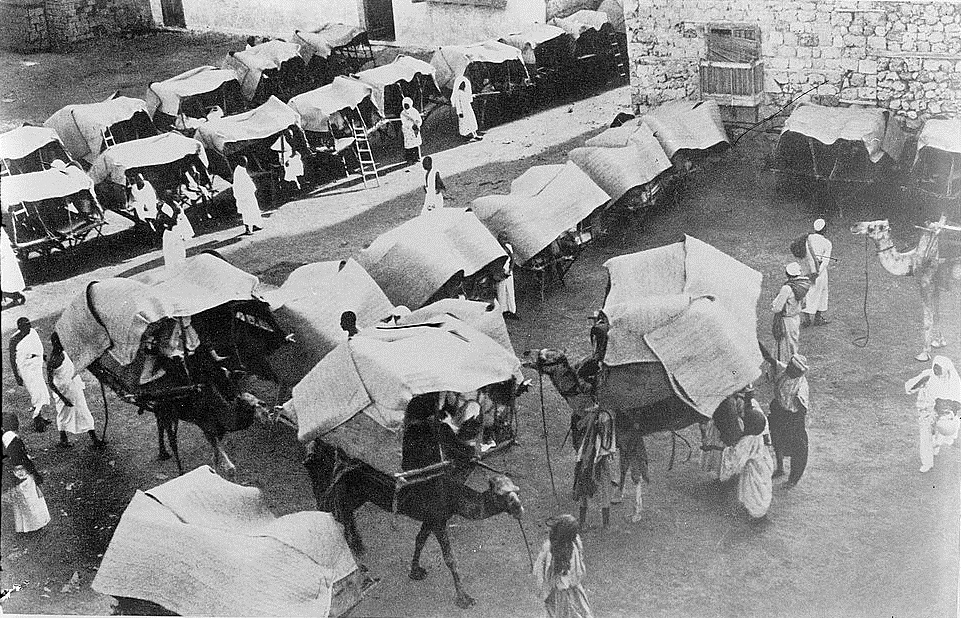
جمال وخيام الحجاج في مكة المكرمة.

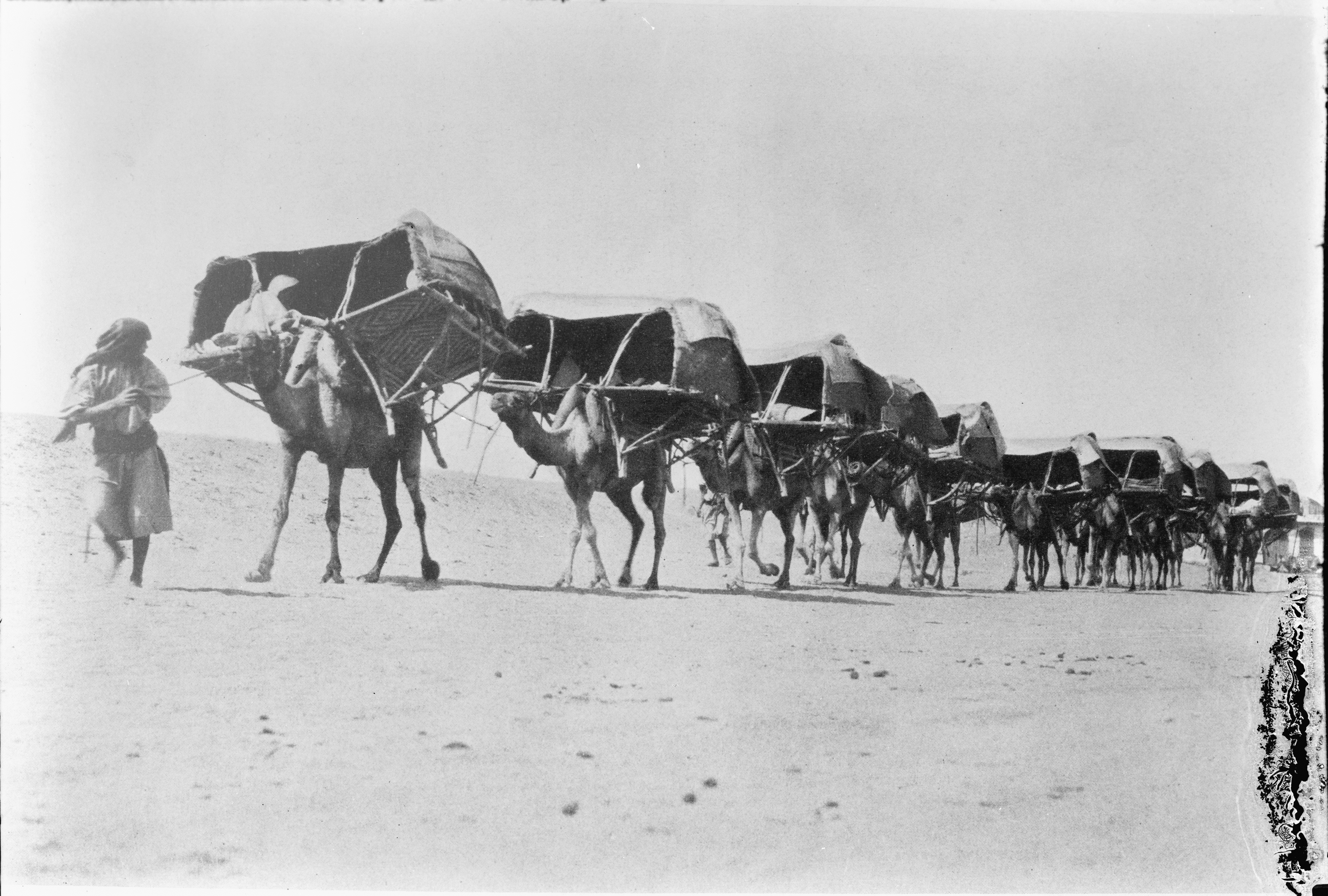
قافلة من الجمال مسافرين إلي مكة لتأدية فريضة الحج.

- قافلة من الجمال مسافرين إلي مكة لتأدية فريضة الحج.واحة العبا.

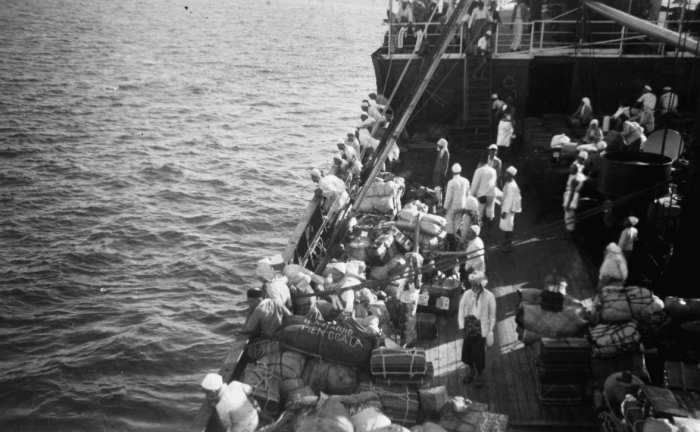
حجاج من هولندا جزر الهند الشرقية على متن روتردامزش لويد باخرة 'كوتا نوبان'، البحر الأحمر (1937 م).

- العذيب (العراق).
- قرية زريران
- صورا
- قرية فراشا
- قصر ابن هبيرة
- قصر البثينية
- سوق أسد
- منارة أم القرون
- نهر الملك (العراق)
- نهر صرصر
- ذي المروة
- شاهي (العراق)
- حصن بشير
- واقصة
- برملاحة في بابل
- بزيقياحجاج من هولندا جزر الهند الشرقية على متن روتردامزش لويد باخرة 'كوتا نوبان'، البحر الأحمر (1937 م).